# シュヴェーデンプラッツ

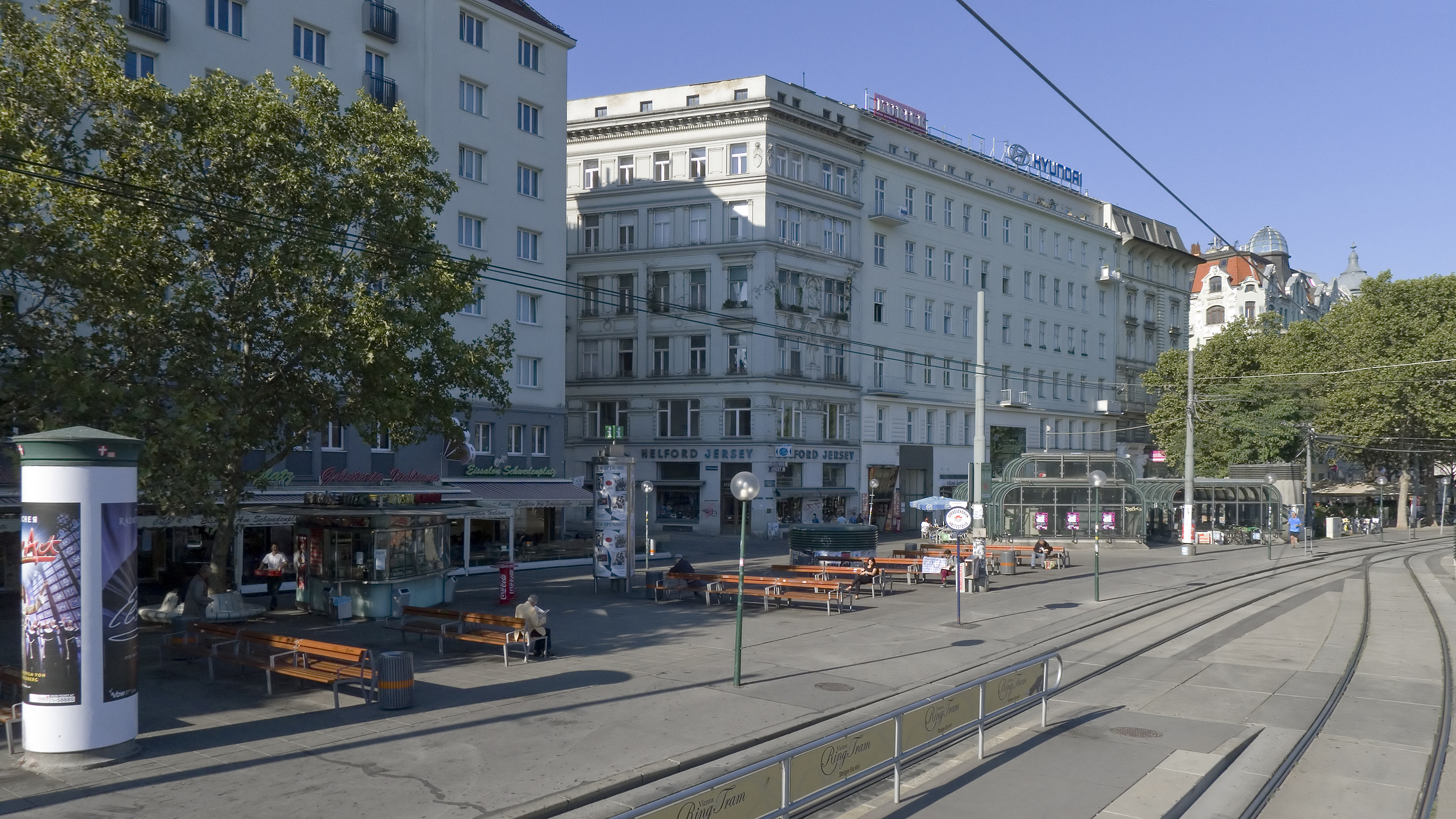
シュヴェーデンプラッツ

シュヴェーデンプラッツ（ドイツ語: Schwedenplatz）は、オーストリア、ウィーン中心部にある広場である。スウェーデン広場と訳出される場合もある。
その名称は第一次世界大戦後の援助に感謝し、1919年11月にスウェーデン橋と共に命名された。
2020年11月2日に銃乱射事件が発生した。

## アクセス
ウィーン地下鉄1号線・4号線とウィーン市電1系統・2系統のシュヴェーデンプラッツ駅が利用できる。